# 김유민
유민(본명: 김유민, 본명 한자: 金兪敏, 1994년 4월 22일 ~ )은 대한민국의 레이싱 모델이다.

## 학력
- 삼일공업고등학교

## 가수 외 활동

### 에이빙모델 경력
- 2016년 - 부산국제모터쇼 쉐보레 레이싱모델
- 2016년 - 서울국제사진영상기자재전 소니 모델
- 2016년 - 프랜차이즈산업박람회 브랜드쇼 모델
- 2015년 - 지스타 엔비디아 모델
- 2015년 - 서울모터쇼 닛산 레이싱모델